# Fateh Talah

## Biographie
Il évolue en première division algérienne avec les clubs du CA Batna, de la JS Saoura et de la JS Kabylie.
Il dispute la Ligue des champions de la CAF saison 2018-19 avec la Saoura. Il joue 6 matchs dans cette compétition.
En septembre 2021, Il rejoint la JS Kabylie.

## Palmarès
JS Saoura
- Championnat d'Algérie :
  - Vice-champion : 2017-18.